# Gran Premio della Nuova Zelanda
Il Gran Premio della Nuova Zelanda (in inglese New Zealand Grand Prix), noto anche con il nome Gran Premio Internazionale della Nuova Zelanda, è un evento automobilistico che si tiene dal 1950. Dal 1964 al 1975 era parte del prestigioso Formula Tasman, attualmente è una gara del Toyota Racing Series.
Si tratta di uno dei due unici Gran Premi (l'altro essendo Macao) a non aver mai fatto parte del campionato mondiale di Formula 1.

## Storia

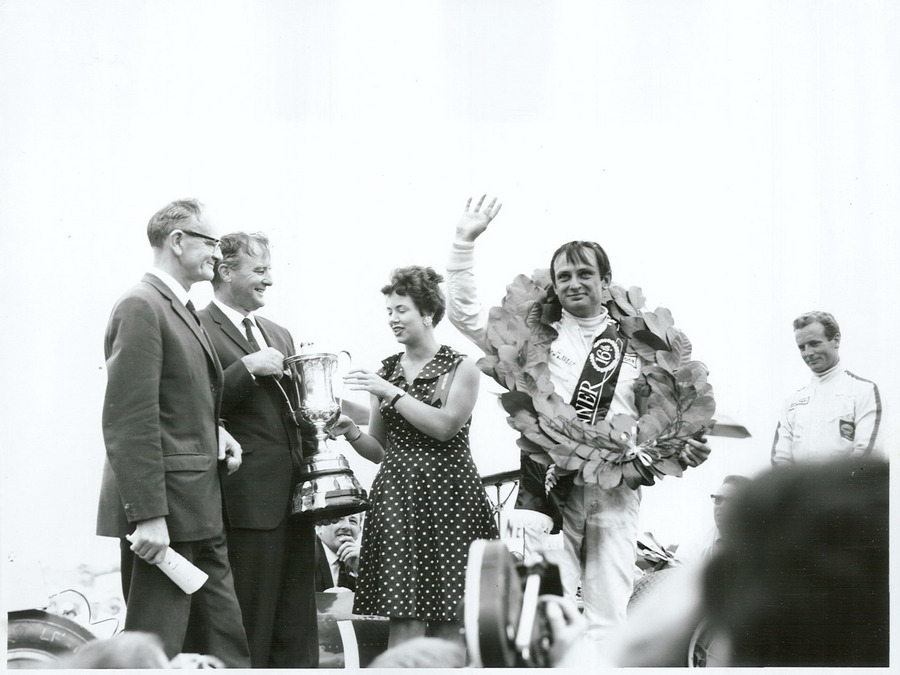
Chris Amon durante la premiazione del Gran Premio della Nuova Zelanda 1969

### Anni 50' e 60'
Il Gran Premio della Nuova Zelanda è nato nel 1950 come un Formula Grand Prix, ovvero un Gran Premio al difuori del campionato mondiale di Formula 1. Nella prima decade della sua storia l'evento ha chiamato i migliori piloti del tempo, come Jack Brabham, tre volte campione del mondo di Formula 1, Stirling Moss e John Surtees. Dal 1964 al 1975 il Gran Premio è entrato nella Formula Tasman, campionato dove si utilizzavano le stesse vetture della F1. Tra i vincitori di questo periodo ci sono tre grandissimi campioni, Graham Hill (unico pilota ad aver vinto la tripla corona), Bruce McLaren (Vincitore della 24 Ore di Le Mans e fondatore della McLaren) e Jackie Stewart (Tre volte campione del mondo di Formula 1). In questo periodo il livello era mondiale, tra gli altri partecipanti abbiamo anche Jim Clark.

### Anni 70' e 80'
Per la prima metà degli anni 70' l'evento ha fatto parte della Formula Tasman, ma dal 1976 è stata inglobata nella Formula 5000 e poi dal 1977 al 1991 nella Formula Pacific. Tra i vincitori illustri abbiamo Keke Rosberg, Teo Fabi, l'unico italiano ad aver vinto il Gran premio e Roberto Moreno.

### Anni 90' e 2000'
Dopo la sospensione della Formula Pacific nel 1991, il Gran Premio della Nuova Zelanda perde prestigio , passando in diverse serie, prima la Formula Atlantic poi la Formula Brabham ed infine la Formula Holden.

### Toyota Racing Series
Dal 2006 il Gran Premio entra nel Campionato Toyota Racing Series, competizione monomarca con il telaio della Tatuus e il motore della Toyota. Il Gran Premio diventa un evento dove partecipano un mix di piloti esordienti ed esperti. Diversi futuri piloti di Formula 1 hanno corso il Gran Premio prima di approdare nella massima serie, come ad esempio: Daniil Kvyat secondo nel edizione 2011, Nicholas Latifi, Lance Stroll vincitore nel 2015, Nikita Mazepin e Lando Norris vincitore nel 2016. Tra gli altri piloti illustri troviamo:  Brendon Hartley, terzo nel 2006, Earl Bamber vincitore nel 2010, Mitch Evans campione nel 2011, Charles Milesi e Robert Švarcman rispettivamente terzo e secondo nel 2018 e Liam Lawson vincitore nel 2019.
Nel 2021 a causa Pandemia di COVID-19 e delle restrizioni per entrare in Nuova Zelanda i piloti con nazionalista straniera non sono riusciti a partecipare al Gran Premio. Anche la stagione 2022 è condizionata dalle restrizioni per la Pandemia di COVID-19, in un primo momento si doveva solo svolgere la  67ª edizione del Gran Premio della Nuova Zelanda, in programma ad Hampton Downs nel fine settimana del 11-13 febbraio con ammessi solo piloti neozelandesi, ma anche l'unica gara è stata cancellata.

### Formula Regional Oceania
Nel 2023 il Gran Premio ritorna in grande stile aprendo le porte anche ai piloti stranieri, il numero dei partecipanti arriva a venti piloti. Inoltre, la serie Toyota Racing Series viene rinominata come Campionato di Formula Regional Oceania, utilizzando i regolamenti ufficiali della FIA Formula 3.

## Circuiti

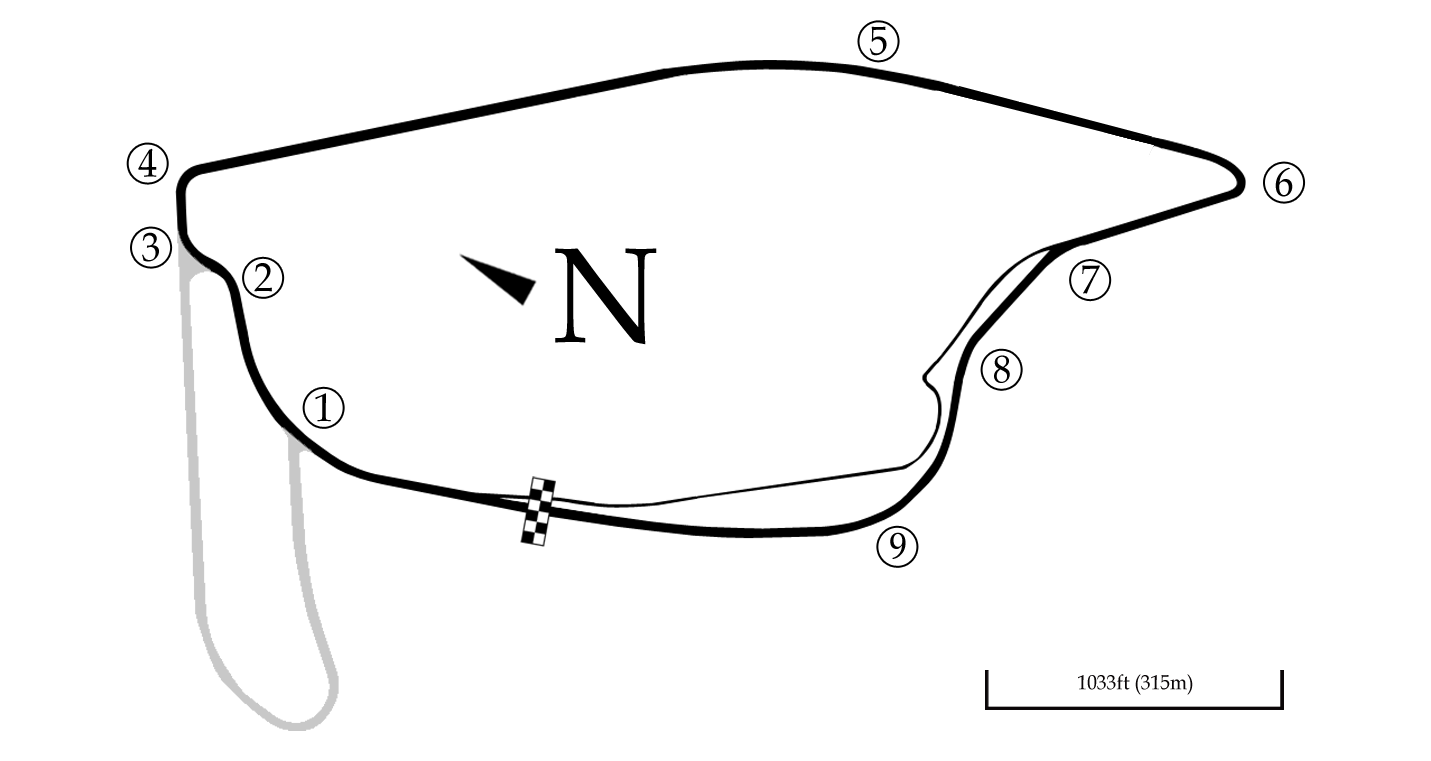
Pukekohe Park Raceway utilizzato nel anni 1963-1973, 1975-1991, 2000

| #  | Circuito                          | Anni                       |
| -- | --------------------------------- | -------------------------- |
| 29 | Pukekohe Park Raceway             | 1963-1973, 1975-1991, 2000 |
| 17 | Circuito di Manfeild              | 1992-1995, 2008-2020       |
| 9  | Circuito di Ardmore               | 1951-1962                  |
| 6  | Teretonga Park                    | 2003-2006                  |
| 2  | Ruapuna Park                      | 1998-1999                  |
| 2  | Hampton Downs Motorsport Park     | 2021, 2023                 |
| 1  | Circuito di Ohakea                | 1950                       |
| 1  | Circuito dell'aeroporto di Wigram | 1974                       |
| 1  | Highlands Motorsport Park         | 2024                       |

## Albo d'oro

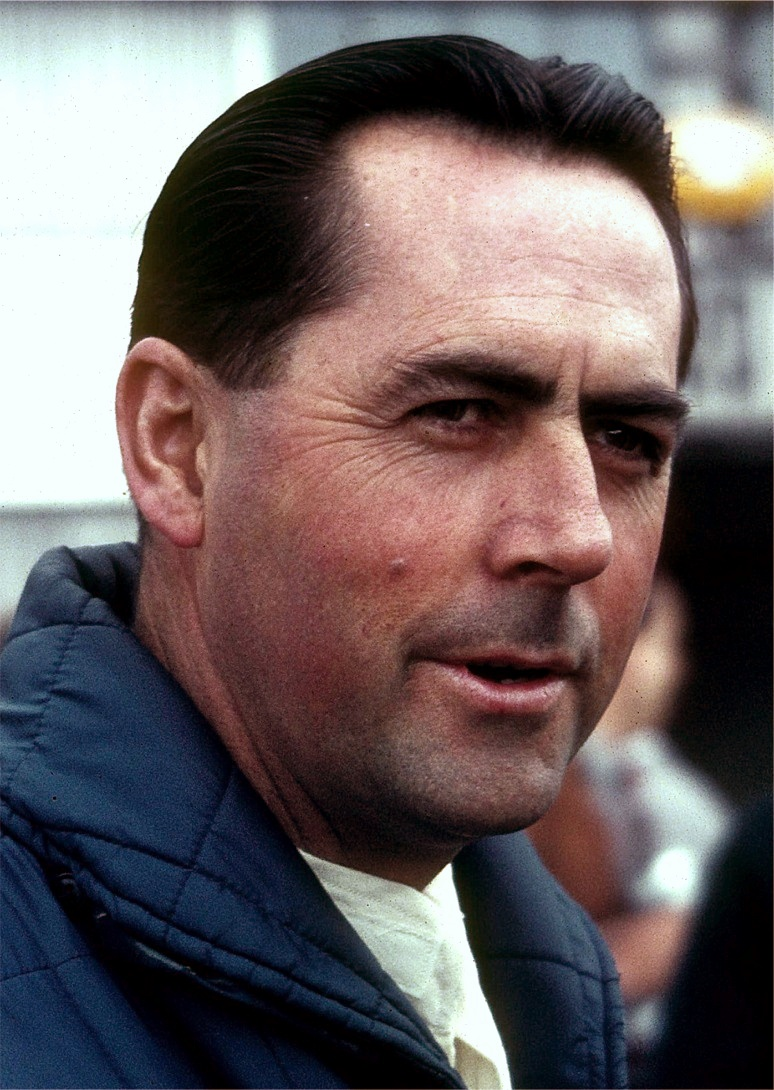
Jack Brabham tre volte vincitore del Gran Premio

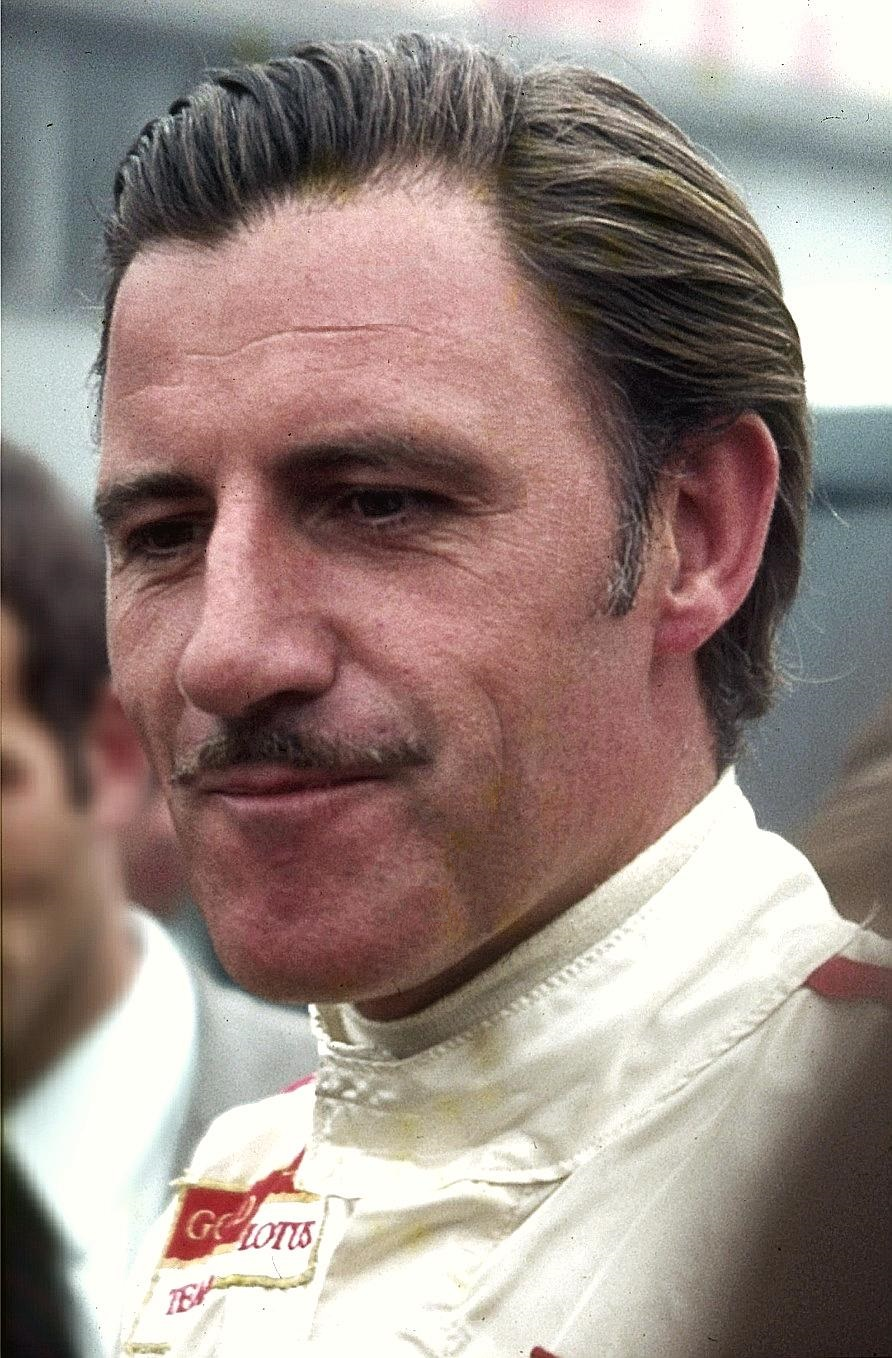
Graham Hill due volte vincitore, nel 1965 e 1966

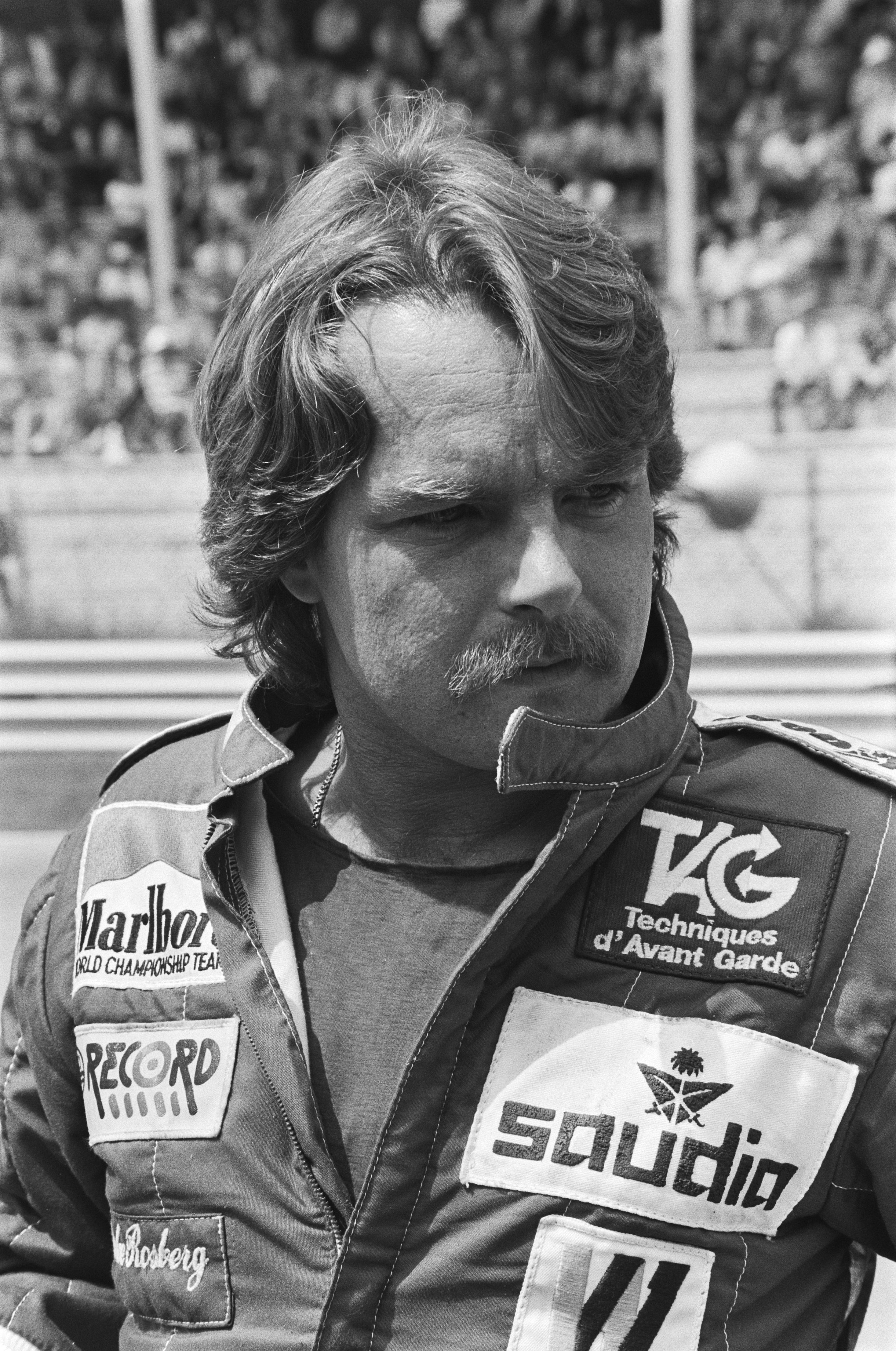
Keke Rosberg che ha vinto il Gran Premio nel 1977 e 1978

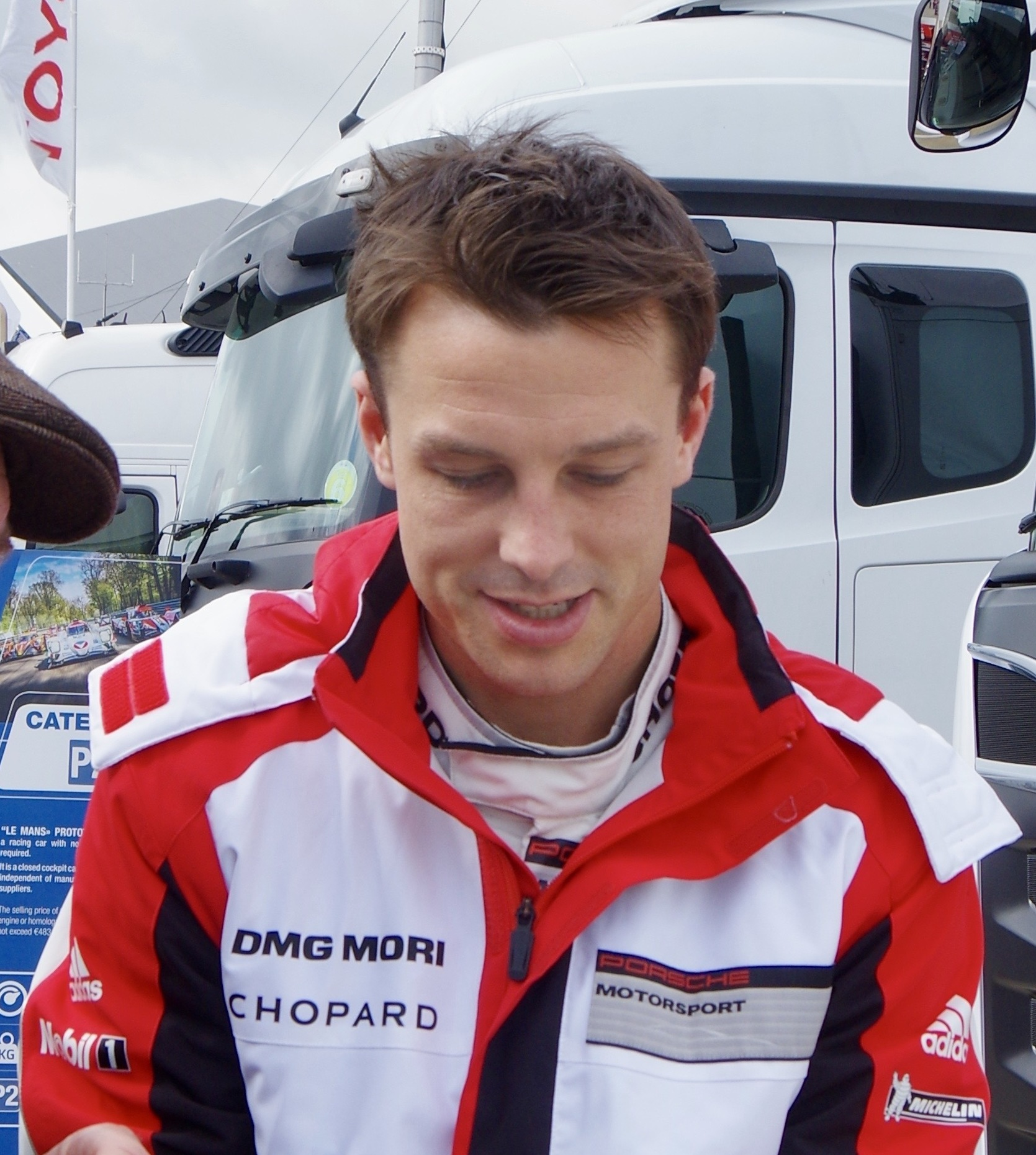
Earl Bamber vincitore nella edizione del 2010

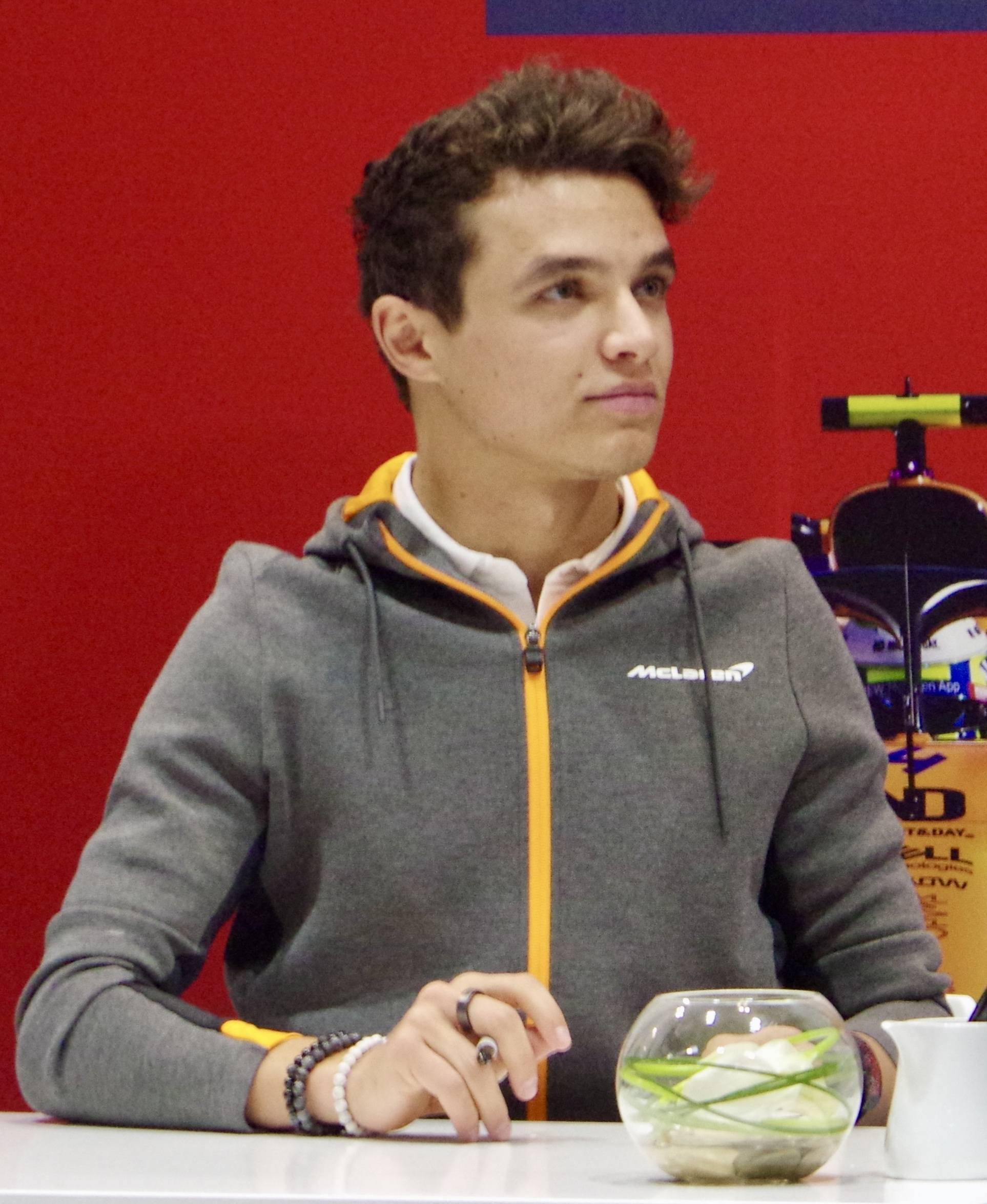
Lando Norris vincitore del Gran Premio nel 2016

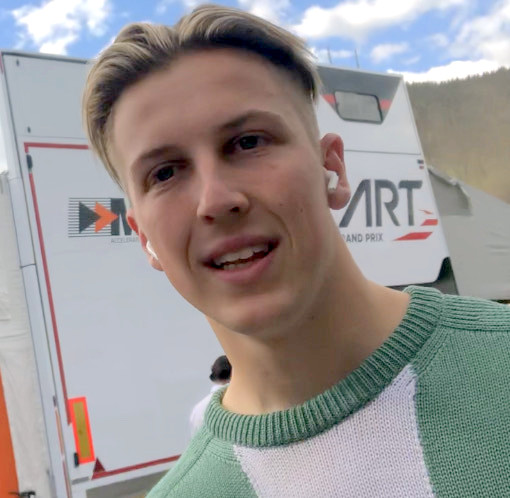
Liam Lawson, vincitore nel 2019, diventando uno dei più giovani a riuscirci (17 anni)

| Anno      | Pilota vincitore                            | Vettura vincitrice                          | Campionato                                  |
| --------- | ------------------------------------------- | ------------------------------------------- | ------------------------------------------- |
| 1950      | John McMillan                               | Jackson Special Ford                        | Formula Grand Prix                          |
| 1951 - 53 | Non disputata                               | Non disputata                               | Non disputata                               |
| 1954      | Stan Jones                                  | Maybach Special                             | Formula Grand Prix                          |
| 1955      | Prince B. Bira                              | Maserati 250F                               | Formula Grand Prix                          |
| 1956      | Stirling Moss                               | Maserati 250F                               | Formula Grand Prix                          |
| 1957      | Reg Parnell                                 | Ferrari 555/860                             | Formula Grand Prix                          |
| 1958      | Jack Brabham                                | Cooper T43 Climax                           | Formula Grand Prix                          |
| 1959      | Stirling Moss                               | Cooper T45 Climax                           | Formula Grand Prix                          |
| 1960      | Jack Brabham                                | Cooper T51 Climax                           | Formula Grand Prix                          |
| 1961      | Jack Brabham                                | Cooper T53 Climax                           | Formula Grand Prix                          |
| 1962      | Stirling Moss                               | Lotus 21 Climax                             | Formula Grand Prix                          |
| 1963      | John Surtees                                | Lola Mk4 Climax                             | Formula Grand Prix                          |
| 1964      | Bruce McLaren                               | Cooper T70 Climax                           | Formula Tasman                              |
| 1965      | Graham Hill                                 | Brabham BT11A Climax                        | Formula Tasman                              |
| 1966      | Graham Hill                                 | BRM P261                                    | Formula Tasman                              |
| 1967      | Jackie Stewart                              | BRM P261                                    | Formula Tasman                              |
| 1968      | Chris Amon                                  | Ferrari 246T Ferrari V6                     | Formula Tasman                              |
| 1969      | Chris Amon                                  | Ferrari 246T Ferrari V6                     | Formula Tasman                              |
| 1970      | Frank Matich                                | McLaren M10A Chevrolet                      | Formula Tasman (Formula 5000)               |
| 1971      | Niel Allen                                  | McLaren M10B Chevrolet                      | Formula Tasman (Formula 5000)               |
| 1972      | Frank Gardner                               | Lola T300 Chevrolet                         | Formula Tasman (Formula 5000)               |
| 1973      | John McCormack                              | Elfin MR5 Repco-Holden                      | Formula Tasman (Formula 5000)               |
| 1974      | John McCormack                              | Elfin MR5 Repco-Holden                      | Formula Tasman (Formula 5000)               |
| 1975      | Warwick Brown                               | Lola T332 Chevrolet                         | Formula Tasman (Formula 5000)               |
| 1976      | Ken Smith                                   | Lola T332 Chevrolet                         | Formula 5000                                |
| 1977      | Keke Rosberg                                | Chevron B34                                 | Formula Pacific                             |
| 1978      | Keke Rosberg                                | Chevron B34                                 | Formula Pacific                             |
| 1979      | Teo Fabi                                    | March 79B                                   | Formula Pacific                             |
| 1980      | Steve Millen                                | Ralt RT1                                    | Formula Pacific                             |
| 1981      | David McMillan                              | Ralt RT1                                    | Formula Pacific                             |
| 1982      | Roberto Moreno                              | Ralt RT4 Ford                               | Formula Pacific                             |
| 1983      | David Oxton                                 | Ralt RT4 Ford                               | Formula Mondial                             |
| 1984      | Davy Jones                                  | Ralt RT4 Ford                               | Formula Pacific                             |
| 1985      | Ross Cheever                                | Ralt RT4 Ford                               | Formula Pacific                             |
| 1986      | Ross Cheever                                | Ralt RT4 Ford                               | Formula Pacific                             |
| 1987      | Davy Jones                                  | Ralt RT4 Ford                               | Formula Pacific                             |
| 1988      | Paul Radisich                               | Ralt RT4 Ford                               | Formula Pacific                             |
| 1989      | Dean Hall                                   | Swift Cosworth                              | Formula Pacific                             |
| 1990      | Ken Smith                                   | Swift Cosworth                              | Formula Pacific                             |
| 1991      | Craig Baird                                 | Swift Toyota                                | Formula Pacific                             |
| 1992      | Craig Baird                                 | Reynard 92H                                 | Formula Atlantic                            |
| 1993      | Craig Baird                                 | Reynard 92H                                 | Formula Atlantic                            |
| 1994      | Greg Murphy                                 | Reynard 90D Holden                          | Formula Brabham                             |
| 1995      | Brady Kennett                               | Reynard 90D Holden                          | Formula Brabham                             |
| 1996 - 97 | Non disputata                               | Non disputata                               | Non disputata                               |
| 1998      | Simon Wills                                 | Reynard 94D Holden                          | Formula Holden                              |
| 1999      | Simon Wills                                 | Reynard 94D Holden                          | Formula Holden                              |
| 2000      | Andy Booth                                  | Reynard 94D Holden                          | Formula Holden                              |
| 2001      | Non disputata                               | Non disputata                               | Non disputata                               |
| 2002      | Fabian Coulthard                            | Van Diemen Stealth RF94 Ford                | Formula Ford                                |
| 2003      | Jonny Reid                                  | Van Diemen Stealth RF94 Ford                | Formula Ford                                |
| 2004      | Ken Smith                                   | Van Diemen Stealth Evo2 Ford                | Formula Ford                                |
| 2005      | Simon Gamble                                | Spectrum 010 Ford                           | Formula Ford                                |
| 2006      | Hamad Al Fardan                             | Tatuus TT104ZZ Toyota                       | Toyota Racing Series                        |
| 2007      | Daniel Gaunt                                | Tatuus TT104ZZ Toyota                       | Toyota Racing Series                        |
| 2008      | Andy Knight                                 | Tatuus TT104ZZ Toyota                       | Toyota Racing Series                        |
| 2009      | Daniel Gaunt                                | Tatuus TT104ZZ Toyota                       | Toyota Racing Series                        |
| 2010      | Earl Bamber                                 | Tatuus TT104ZZ Toyota                       | Toyota Racing Series                        |
| 2011      | Mitch Evans                                 | Tatuus TT104ZZ Toyota                       | Toyota Racing Series                        |
| 2012      | Nick Cassidy                                | Tatuus TT104ZZ Toyota                       | Toyota Racing Series                        |
| 2013      | Nick Cassidy                                | Tatuus TT104ZZ Toyota                       | Toyota Racing Series                        |
| 2014      | Nick Cassidy                                | Tatuus TT104ZZ Toyota                       | Toyota Racing Series                        |
| 2015      | Lance Stroll                                | Tatuus FT-50 Toyota                         | Toyota Racing Series                        |
| 2016      | Lando Norris                                | Tatuus FT-50 Toyota                         | Toyota Racing Series                        |
| 2017      | Jehan Daruvala                              | Tatuus FT-50 Toyota                         | Toyota Racing Series                        |
| 2018      | Richard Verschoor                           | Tatuus FT-50 Toyota                         | Toyota Racing Series                        |
| 2019      | Liam Lawson                                 | Tatuus FT-50 Toyota                         | Toyota Racing Series                        |
| 2020      | Igor Fraga                                  | Tatuus F.3 T-318 "FT-60" Toyota             | Toyota Racing Series                        |
| 2021      | Shane van Gisbergen                         | Tatuus F.3 T-318 "FT-60" Toyota             | Toyota Racing Series                        |
| 2022      | Non disputata causa la Pandemia di COVID-19 | Non disputata causa la Pandemia di COVID-19 | Non disputata causa la Pandemia di COVID-19 |
| 2023      | Laurens van Hoepen                          | Tatuus F.3 T-318 "FT-60" Toyota             | Formula Regional Oceania                    |
| 2024      | Liam Sceats                                 | Tatuus F.3 T-318 "FT-60" Toyota             | Formula Regional Oceania                    |

## Statistiche

### Piloti plurivincitori
| Vittorie | Pilota         | Anni             |
| -------- | -------------- | ---------------- |
| 3        | Jack Brabham   | 1958, 1960, 1961 |
| 3        | Stirling Moss  | 1956, 1959, 1962 |
| 3        | Craig Baird    | 1991, 1992, 1993 |
| 3        | Ken Smith      | 1976, 1990, 2004 |
| 3        | Nick Cassidy   | 2012, 2013, 2014 |
| 2        | Graham Hill    | 1965, 1966       |
| 2        | Chris Amon     | 1968, 1969       |
| 2        | John McCormack | 1973, 1974       |
| 2        | Keke Rosberg   | 1977, 1978       |
| 2        | Ross Cheever   | 1985, 1986       |
| 2        | Davy Jones     | 1984, 1987       |
| 2        | Simon Wills    | 1998, 1999       |
| 2        | Daniel Gaunt   | 2007, 2009       |

### Vincitori per costruttore

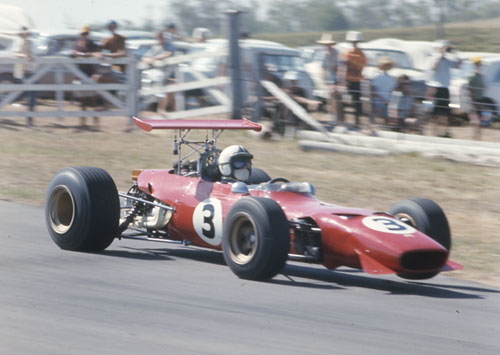
La Dino 246 Tasmania utilizzata dalla Ferrari

| Vittorie | Costruttore |
| -------- | ----------- |
| 18       | Tatuus      |
| 9        | Ralt        |
| 7        | Reynard     |
| 5        | Cooper      |
| 4        | Lola        |
| 3        | Ferrari     |
| 3        | Swift       |
| 3        | Van Diemen  |
| 2        | Maserati    |
| 2        | BRM         |
| 2        | McLaren     |
| 2        | Elfin       |
| 2        | Chevron     |